# Odontopeltis macconnelli
Odontopeltis macconnelli är en mångfotingart som beskrevs av Pocock 1900. Odontopeltis macconnelli ingår i släktet Odontopeltis och familjen Chelodesmidae. Inga underarter finns listade i Catalogue of Life.